# Jorge Montesi
 Jorge Montesi  (né en 1949) est un réalisateur et scénariste chilien. 

## Biographie
Après avoir étudié le cinéma à l'Université du Chili, il travaille huit ans au Chili en tant qu'acteur, réalisateur, producteur et  scénariste. Il poursuit par la suite sa carrière au Canada en tant que réalisateur.

## Filmographie

### Comme réalisateur
- 1984 : Sentimental Reasons
- 1985 : Birds of Prey
- 1987 : Adderly
- 1987 : Paire d'as
- 1987 : Captain Power et les soldats du futur (Captain Power and the Soldiers of the Future)
- 1988 : Le Monstre évadé de l'espace (Something Is Out There)
- 1988 : Brigade de nuit (Night Heat) (16 épisodes)[1]
- 1989 : Unsub
- 1989 : Alfred Hitchcock présente (Alfred Hitchcock Presents) épisode 16, saison 4
- 1989 : Booker
- 1989 : Island Son
- 1990 : War of the Worlds
- 1990 : Vendredi 13 (Friday the 13th: The Series)
- 1990 : Le Voyageur (The Hitchhiker)
- 1990 : Street Legal (en) 2 épisodes
- 1990 : Un flic dans la mafia (Wiseguy) 5 épisodes
- 1990 : 21 Jump Street, 8 épisodes
- 1991 : Scene of the Crime
- 1991 : Beyond Reality
- 1992 : The Odyssey
- 1992 : Forever Knight
- 1992 : Highlander 3 épisodes
- 1992 : Force de frappe (Counterstrike) 5 épisodes
- 1992 : Un privé sous les tropiques (Sweating Bullets) 4 épisodes
- 1993 : Menteur, menteur (Liar, Liar)
- 1993 : Catwalk
- 1993 : Kung Fu, la légende continue (Kung Fu: The Legend Continues)
- 1993 : The Hidden Room 5 épisodes
- 1993 : Matrix 3 épisodes
- 1993 : Cobra 2 épisodes
- 1994 : Hush Little Baby
- 1994 : Island City
- 1995 : Falling from the Sky: Flight 174
- 1996 : Si près du danger (Mother, May I Sleep with Danger?) (TV)
- 1996 : Night Visitors
- 1997 : While My Pretty One Sleeps
- 1997 : Bridge of Time
- 1997 : Lost Treasure of Dos Santos
- 1998 : Three (en)
- 1998 : Welcome to Paradox 4 épisodes
- 1998 : Total Recall 2070 5 épisodes
- 1998 : First Wave 7 épisodes
- 2000 : Call of the Wild
- 2001 : Tessa à la pointe de l'épée (Queen of Swords)
- 2001 : Cold Squad, brigade spéciale (Cold Squad)  14 épisodes
- 2001 : Au-delà du réel (The Outer Limits)  4 épisodes
- 2002 : Sydney Fox, l'aventurière (Relic Hunter)  2 épisodes